# 梅崎敏則
梅崎 敏則（うめざき としのり、1931年1月2日 - 2007年1月10日）は、日本の実業家、馬主。
東京都新宿区に本社を置いていた不動産会社である興和物産株式会社の代表取締役を務めていた。

## 経歴・人物
1931年生まれ。1970年に興和物産社長となる。同社はマンションや戸建住宅の分譲を手がけ、デベロッパーとして名を上げていたが、1999年に倒産した。2007年1月10日、病気のため死去。76歳没。
趣味はゴルフ。

## 馬主活動

梅崎の勝負服

日本中央競馬会（JRA）および地方競馬全国協会（NAR）に登録していた馬主としても知られた。勝負服の柄は赤、白一本輪、緑袖、冠名には「ウメノ」を用いた。
1999年5月30日に開催された第60回優駿牝馬（オークス）は所有馬ウメノファイバーが優勝したが、梅崎はその直前の4月22日に負債（約950億円）を抱えた興和物産の会社整理を申請したばかりであった。この時、馬主である梅崎にもレースの優勝賞金が入ったが、これについて梅崎は「9700万円くらいの優勝賞金じゃ、どうもならん」と語ったとされている。

## 主な所有馬
- ウメノシンオー（1983年ラジオたんぱ賞）
- ウメノローザ（1991年グランドチャンピオン2000）
- ウメノファイバー（1998年京王杯3歳ステークス、1999年優駿牝馬、クイーンカップ）